# Kanotix
Kanotix – dystrybucja linuksowa typu LiveCD, oparta na Debianie. Zawiera zaawansowane wykrywanie sprzętu, posiada możliwość uruchomienia systemu z płyty bez używania dysku twardego.
Kanotix używa KDE jako domyślne środowisko graficzne. GNOME oraz inne środowiska graficzne można ściągnąć i zainstalować dzięki APT.
Kanotix pozwala na zainstalowanie systemu na dysk twardy.